# Ятово (Татарстан)
Ято́во (тат. Яту) — деревня в Мензелинском районе Республики Татарстан, в составе Иркеняшского сельского поселения.

## География
Деревня находится на реке Мушуга, в 27 км к юго-востоку от районного центра, города Мензелинска.

## История
Деревня известна с 1713 года. В дореволюционных источниках упоминается также под названиями Мушуга-Тамак, Мушугинское Устье.
В XVIII — первой половине XIX веков жители в сословном отношении делились на тептярей и государственных крестьян. Основные занятия жителей в этот период — земледелие и скотоводство, была распространена подёнщина на Иштеряковский медеплавильный завод и окрестные помещичьи усадьбы.
В период Крестьянской войны 1773—1775 годов активно выступили на стороне Е. И. Пугачёва.
В «Списке населенных мест по сведениям 1870 года», изданном в 1877 году, населённый пункт упомянут как деревня Ятова (Мушуга-Тамак) 1-го стана Мензелинского уезда Уфимской губернии. Располагалась при речке Мушуге, по правую сторону почтового тракта из Мензелинска в Бирск, в 25 верстах от уездного города Мензелинска и в 14 верстах от становой квартиры в деревне Поисева. В деревне, в 19 дворах жили 90 человек (44 мужчины и 46 женщин, тептяри, татары), была водяная мельница. Жители занимались земледелием, скотоводством.
В начале XX века в деревне функционировала мечеть. В этот период земельный надел сельской общины составлял 222 десятины.
До 1920 года деревня входила в Поисевскую волость Мензелинского уезда Уфимской губернии. С 1920 года в составе Мензелинского кантона ТАССР.
С 10 августа 1930 года — в Муслюмовском, с 10 февраля 1935 года — в Калининском, с 19 февраля 1944 года — в Матвеевском, с 19 ноября 1954 года — в Калининском, с 12 октября 1959 года — в Муслюмовском, с 1 февраля 1963 года в Мензелинском районах.
В 1929 году в деревне организован колхоз «Нептун».

## Население
| 1795 | 1816 | 1834 | 1859 | 1870 | 1906 | 1913 | 1920 | 1926 | 1938 | 1949 | 1958 | 1970 | 1979 | 1989 | 2002 | 2010 | 2017 |
| ---- | ---- | ---- | ---- | ---- | ---- | ---- | ---- | ---- | ---- | ---- | ---- | ---- | ---- | ---- | ---- | ---- | ---- |
| 53   | 22   | 30   | 89   | 90   | 266  | 235  | 241  | 225  | 210  | 225  | 213  | 178  | 123  | 64   | 67   | 61   | 66   |

Национальный состав села: татары.

## Экономика
Жители деревни работают преимущественно в крестьянских фермерских хозяйствах (полеводство, мясо-молочное скотоводство)

## Объекты культуры
В селе действует клуб.